# Fundação Hospital Estadual do Acre
A Fundação Hospital Estadual do Acre é um hospital público localizado em Rio Branco, no estado do Acre, Brasil.